# Daniela Álvarez Hernández
Daniela Soraya Álvarez Hernández (Nuevo Casas Grandes, México, 8 de mayo de 1983) es una política mexicana, miembro del Partido Acción Nacional. Ha sido diputada al Congreso de Chihuahua y es diputada federal para el periodo de 2021 a 2024.

## Biografía
Daniela Álvarez es licenciada en Administración Pública y Ciencias Políticas egresada de la Universidad Autónoma de Chihuahua, y tiene estudios de diplomado en Transparencia, Rendición de Cuentas y Contraloría Social, y de en Elaboración de Proyectos Sociales y Técnicas de Seguimiento y Evaluación, ambos por el Instituto Nacional de Desarrollo Social, así como un curso de Administración Documental Gubernamental por el Instituto Nacional de Administración Pública.
Ha sido consejera estatal y nacional del PAN, así como candidata a diputada federal en 2012 por el  Distrito 2 de Chihuahua y en 2018 por el Distrito 4 de Chihuahua, no habiendo logrado el triunfo en ninguna de las dos ocasiones. De 2007 a 2010 laboró en el Instituto Nacional de Migración, de 2010 a 2012 fue asesora en la Cámara de Diputados y en 2016 fue secretaria de Administración del Congreso del Estado de Chihuahua.
En 2013 fue electa diputada a la LXIV Legislatura del Congreso del Estado de Chihuahua por la vía plurinominal; y en 2021 fue electa diputada federal por el Distrito 4 de Chihuahua con sede en Ciudad Juárez a la LXV Legislatura de ese año a 2024. hecho que le significó ser diputada para la LXV Legislatura entre 2021 y 2024. En la Cámara de Diputados es secretaria de la comisión de Asuntos Frontera Norte; e integrante de las comisiones de Bienestar; y de Relaciones Exteriores.
En 2024 fue postulada como candidata a senadora por Chihuahua en las elecciones de ese año por la coalición Fuerza y Corazón por México, conformada por los partidos Acción Nacional, Revolucionario Institucional y de la Revolución Democrática en fórmula con Mario Vázquez Robles.